# Буйковиче
Буйковиче (на сръбски: Бујковиће) е село в Сърбия, разположено в община Тутин, Рашки окръг. Намира се на 879 метра надморска височина. Населението му според преброяването през 2011 г. е 73 души. При преброяването на населението през 2002 г. има 53 жители, от тях всички са бошняци.

## Население
Численост на населението според преброяванията през годините:
- 1948 – 139 души
- 1953 – 172 души
- 1961 – 184 души
- 1971 – 122 души
- 1981 – 78 души
- 1991 – 76 души
- 2002 – 53 души
- 2011 – 73 души